# Verlag Beier & Beran
Der Verlag Beier & Beran ist ein archäologischer Fachbuchverlag in Langenweißbach in Sachsen, der sich auf das Thema Denkmalpflege und Archäologie in Mitteleuropa spezialisiert hat.

## Geschichte
Er wurde 1991 von Hans-Jürgen Beier und Jonas Beran gegründet. Zum Verlagsprofil zählt die Reihe Beiträge zur Ur- und Frühgeschichte Mitteleuropas mit bislang 109 Bänden (Stand: Juni 2025). Er vertritt im Vertrieb das Thüringische Landesamt für Archäologie und Denkmalpflege mit Sitz in Weimar und Erfurt und das Landesamt für Denkmalpflege und Archäologie Sachsen-Anhalt mit Sitz in Halle (Saale). An den Verlag angeschlossen ist eine Versandbuchhandlung.